# 国立銀行紙幣
国立銀行紙幣（こくりつぎんこうしへい）とは明治の初期に国立銀行が発行した紙幣である。兌換紙幣と不換紙幣がある。

## 時代背景と概要
明治維新以降に発行されていた太政官札や民部省札や明治通宝などの政府紙幣は不換紙幣（主に金や銀の本位貨幣と交換が保証されていない紙幣）であり、当時は金本位制が国際的な流れで日本でも兌換紙幣（本位貨幣と交換が保障されている紙幣）を発行する必要性があった。明治政府は金本位制度の確立を民間に任せることとし、1872年（明治5年）に国立銀行条例（民間資本で発券銀行を設立し兌換紙幣の発行を義務付けるというもの）を制定した。これにより4行の国立銀行が設立され、1873年（明治6年）から兌換紙幣としての国立銀行紙幣が発行された。しかし金貨の不足から紙幣発行額に制約があり経営不振に陥り、やむなく1876年（明治9年）に国立銀行条例を改正して不換紙幣の発行が認められるようになってからは、国立銀行の数が急増し、不換紙幣としての国立銀行紙幣が発行された。しかし翌1877年（明治10年）の西南戦争の戦費を賄うなどもあって紙幣発行額が急増し、1879年（明治11年）から1880年（明治12年）にかけてインフレーションを招いた。そのため紙幣整理が大隈財政と松方財政にて行われた。

## 特徴

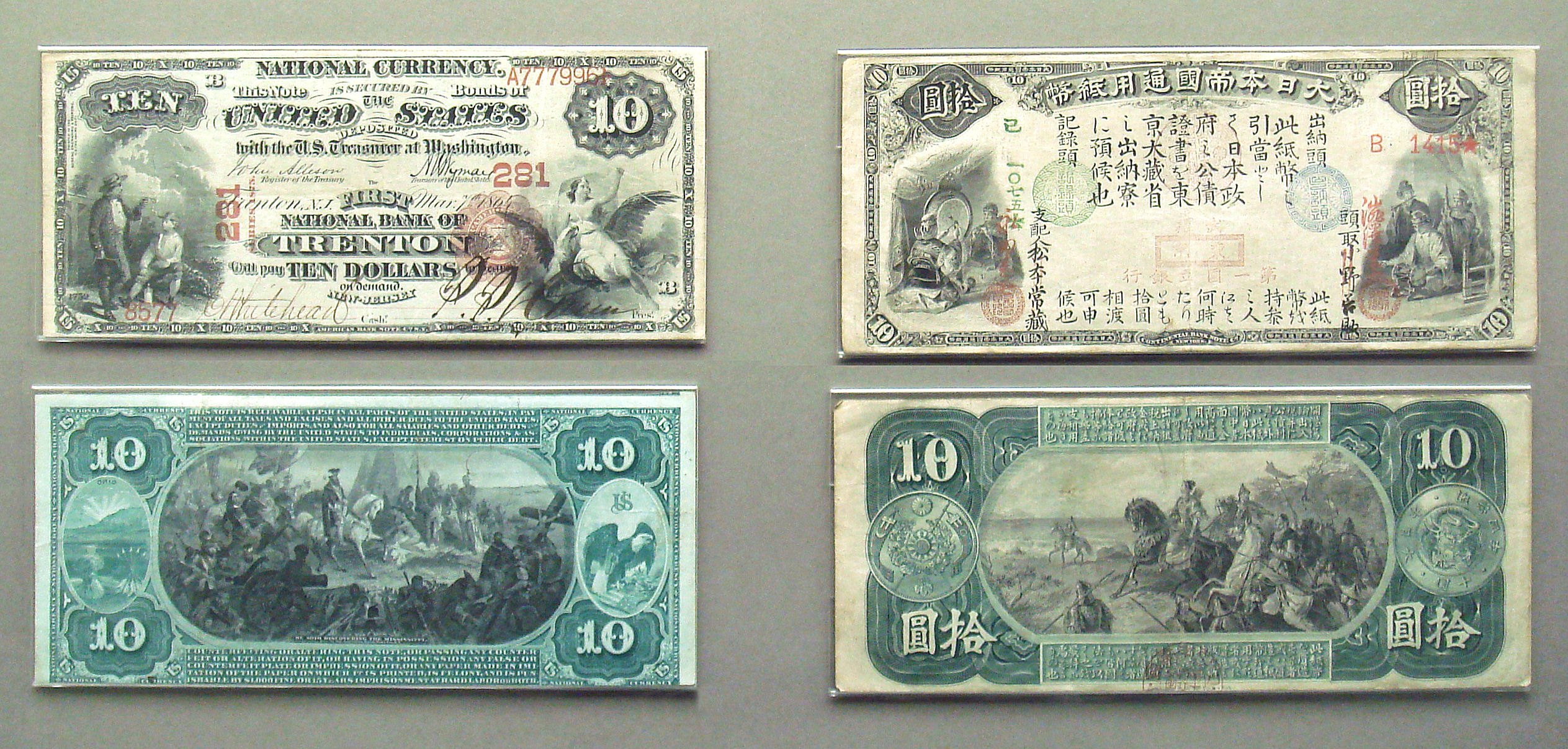
第一国立銀行発行の国立銀行券兌換紙幣 十円券（右）と同時期のアメリカのファースト・ナショナル・バンク・オブ・トレントン発行の10ドル券。構図が酷似している

各国立銀行が発行したため、発行者名は銀行ごとに異なるが、額面や形式は統一されている。また印刷は兌換紙幣に関してはアメリカの印刷会社コンチネンタル・バンクノート・カンパニーで行われた。対して、不換紙幣については日本国内で製造されており大蔵省紙幣局（現・国立印刷局）で印刷された。
兌換紙幣は二十円券から一円券まで5種類が発行されたのに対して、不換紙幣は五円券と一円券の2種類しか発行されていない。
図案については、兌換紙幣はアメリカの当時の紙幣の歴史的場面を描いたシリーズを参考にしたため、日本神話や元寇襲来などの歴史画や風景を主な題材にしていた。券面の寸法がアメリカの当時の紙幣と同じサイズであるほか、色合いや輪郭枠の構成なども非常に類似したものとなっている。後に発行された不換紙幣については兌換紙幣と異なった雰囲気のヨーロッパ型の紙幣となっており、こちらは殖産興業および富国強兵を題材にしている。
券面上には発行元の国立銀行の頭取・支配人の氏名が記載されているが、これ以降日本国内で発行された紙幣ではこのような例は存在しない。

## 額面

### 兌換紙幣

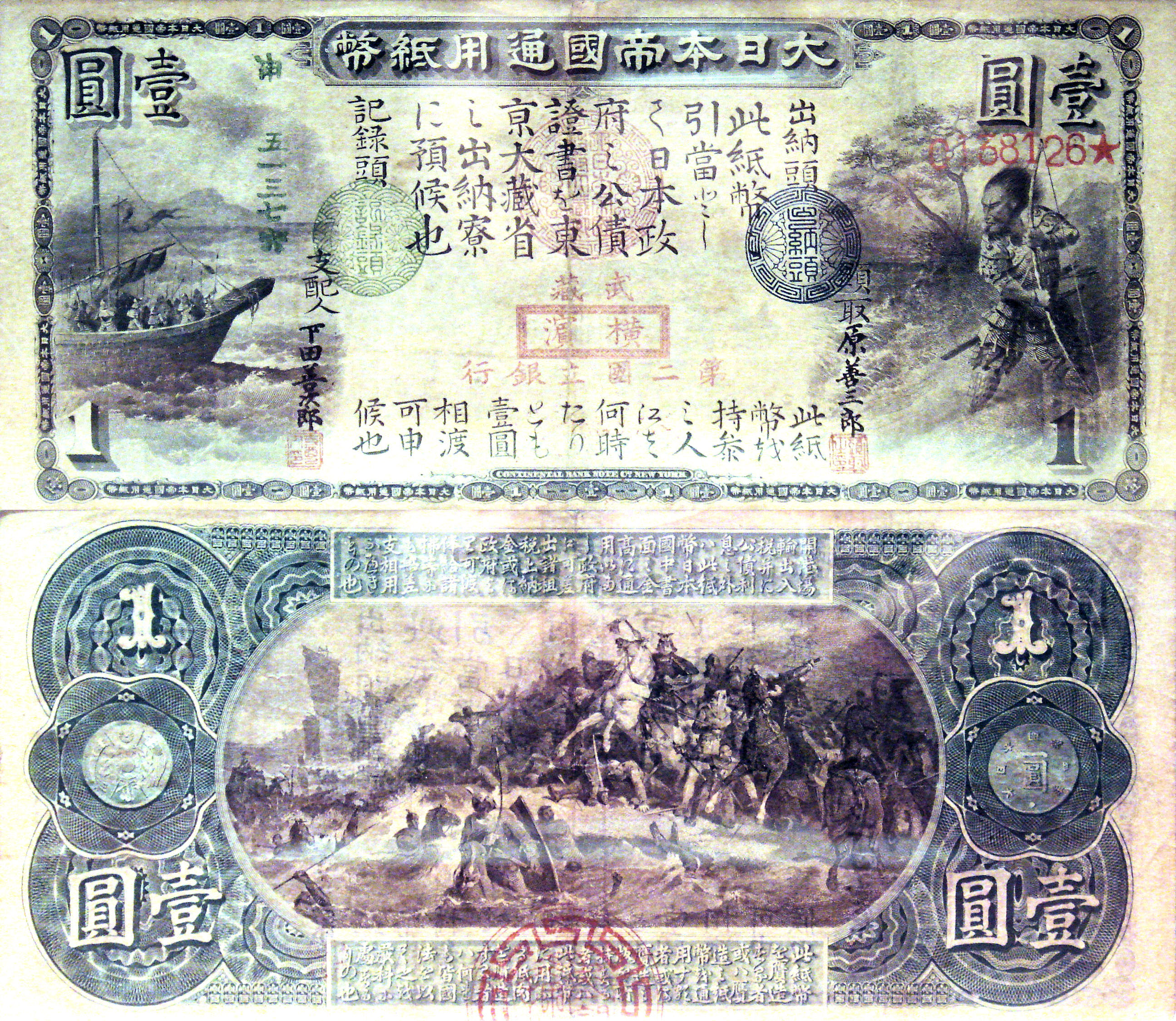
兌換紙幣 一円券（第二国立銀行発行）

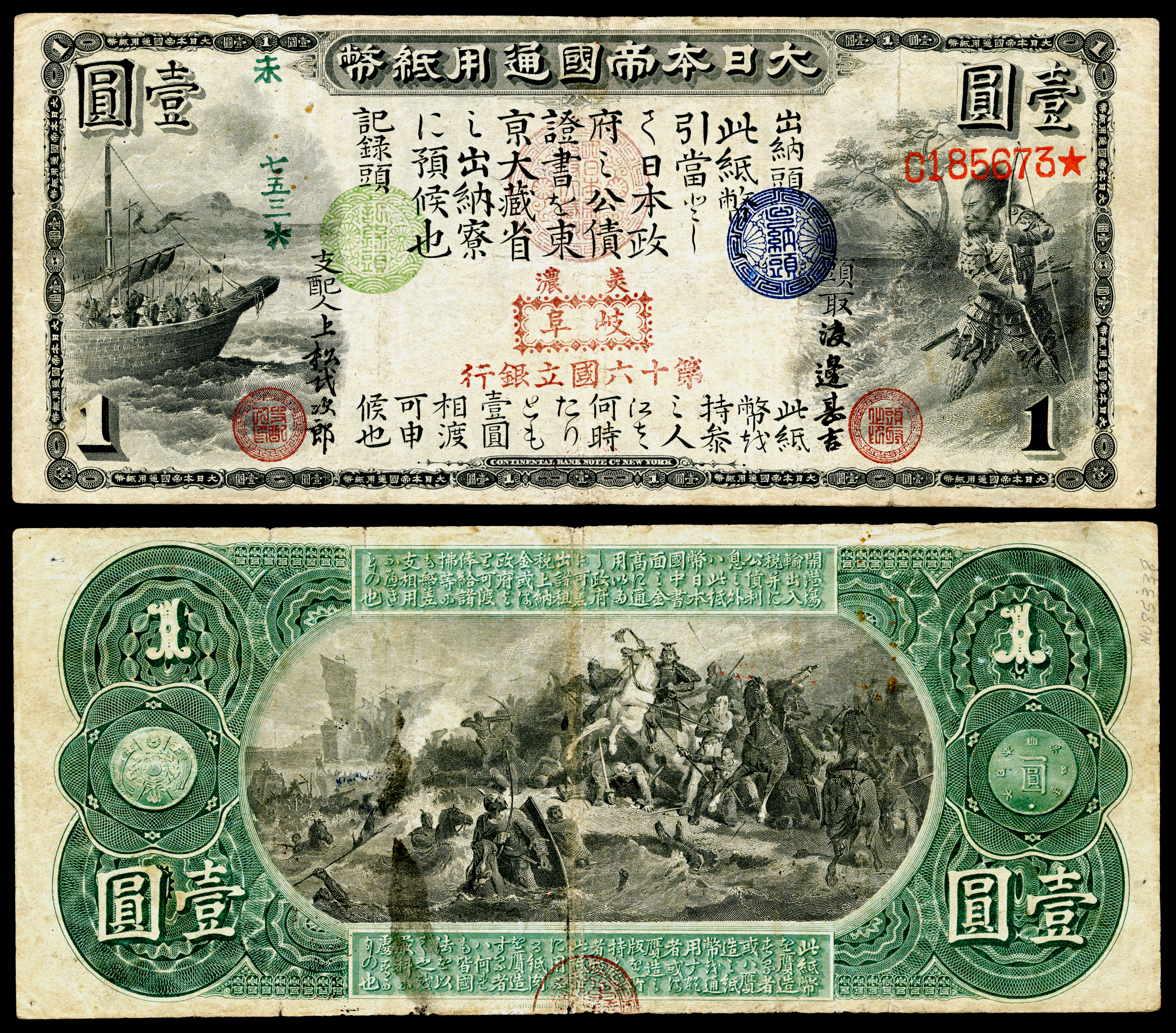
兌換紙幣 一円券（第十六国立銀行発行）

下記の通り、二十円券から一円券までの5種類の券種が製造発行された。題号（表題）はいずれの券種も「大日本帝國通用紙幣」である。
いずれの紙幣もアメリカに製造を外注したため、「アメリカ札」とも呼ばれた。銘板には外注先のコンチネンタル・バンクノート・カンパニーの名が記載されている。
図柄の題材となった歴史画や風景については、日本で作成した原画をアメリカに送付し、それを基にアメリカにて彫刻するという方法が取られている。しかしながら、その原画が紙幣用の精密な凹版彫刻の下絵としては相応しくない出来栄えであったことや、日本の文化に詳しくない彫刻者により原版彫刻時に適宜修正が行われるなどした結果、図案によってはやや不自然な表現となっているものも見受けられる。
兌換文言として「此紙幣を持参の人𛀁は何時たりとも～圓相渡可申候也」、公債証書引当文言として「此紙幣の引當として日本政府の公債證書を東亰大藏省の出納寮に預候也」、法貨表示文言として「開港場輸出入税并に公債利息の外は此紙幣日本國中書面の金高に通用いたし政府𛀁可差出諸租税上納金或は政府より可渡俸給諸拂等にも無差支相用ふべきもの也」、偽造罰則文言として「此紙幣を贋造する者或ハ贋造の紙幣を通用する者或ハ贋造の版を所持する者或ハ此紙幣に用ふる紙肉を贋造する者ハ何れも皆國法を以て之を厳科に處すもの也」といった文言が券面に記載されているが、これらは当時のアメリカの紙幣にも記載されていた文言に倣ったものであり、内容を模倣し日本語訳したものである。
記番号については、兌換紙幣にはアルファベット記号とアラビア数字による記番号と、十二支の漢字記号と漢数字による記番号の、2種類の記番号が印刷されている。このうち、アルファベット記号とアラビア数字からなる赤色の記番号は「大蔵省記番号」と呼ばれ、アルファベット記号はAからJの10種類、アラビア数字は最大6桁で構成されている。一方、漢字記号と漢数字からなる緑色の記番号は「国立銀行記番号」と呼ばれ、漢字記号は十二支のうち子から酉までの10種類、漢数字は最大6桁となっている。
全券種とも透かしは入っていない。用紙の原料は木綿を主体とするものであったが、後述の通り紙質が弱く耐久性に難があった。
使用色数は全券種とも、表面は9 - 10色（内訳は凹版印刷による主模様1色、兌換文言等の文言類1色、印章3色、記番号2色、銀行名・所在地名1色、頭取・支配人の記名捺印1 - 2色（印章・記番号等で同色のものもあるが別版のため別色扱い））、裏面は3色（内訳は凹版印刷による主模様2色、印章1色）となっているが、各国立銀行にて印刷された部分については発行元により色数の相違が見受けられる。主模様および文言類が印刷された半製品の状態でアメリカから日本へ輸入し、その後紙幣寮により大蔵卿印・出納頭印・記録頭印の押印と大蔵省記番号の印刷が行われた。大蔵省から各国立銀行に交付後、国立銀行記番号および発行元銀行名・所在地名の加刷と、頭取・支配人の記名捺印等は各国立銀行により行うこととなっていたが、国立銀行から紙幣寮が委託を受けこれらの作業を代行したケースもある。

#### 二十円券
- 題号: 大日本帝國通用紙幣
- 額面: 貳拾圓（20円）

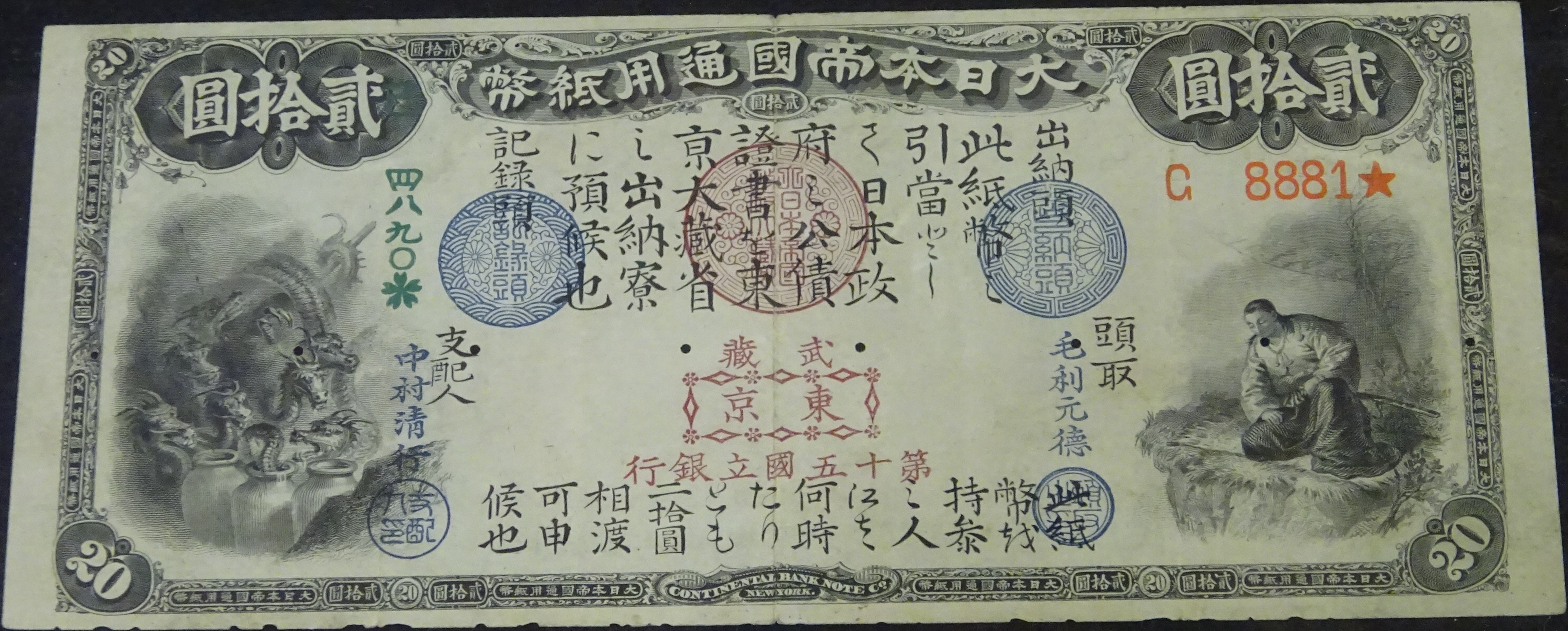
表面：兌換紙幣 二十円券（第十五国立銀行発行）

- 表面: 素戔嗚尊（右側）、八岐大蛇（左側）、頭取・支配人の氏名、兌換文言、公債証書引当文言、記番号
- 裏面: 日本神話における大国主命の国譲りの場面、二十圓金貨、法貨表示文言、偽造罰則文言
- 印章: 〈表面〉大蔵卿印、出納頭印、記録頭印、頭取印、支配人印　〈裏面〉発行銀行印（割印）
- 銘板: CONTINENTAL BANKNOTE Co. NEW YORK
- 記番号色:赤色（英字記号、アラビア数字）［大蔵省記番号］および 緑色（漢字記号、漢数字）［国立銀行記番号］
- 寸法: 縦80mm、横190mm
- 製造枚数: 88,313枚[13]
- 発行: 1873年（明治6年）8月20日[6]
- 廃止: 1899年（明治32年）12月9日[6][14]

表面右側には崖の上で筵を敷きその上で屈んでいる素戔嗚尊を、左側には八岐大蛇が酒甕と共に描かれている。素戔嗚尊が八岐大蛇を退治した神話に因んだ図柄である。裏面には大国主命の国譲りの神話の場面として、事代主神と建御名方神を従えた大国主命が矛を天照大神の使者である建甕槌神に引き渡す場面を描いている。

#### 十円券
- 題号: 大日本帝國通用紙幣
- 額面: 拾圓（10円）

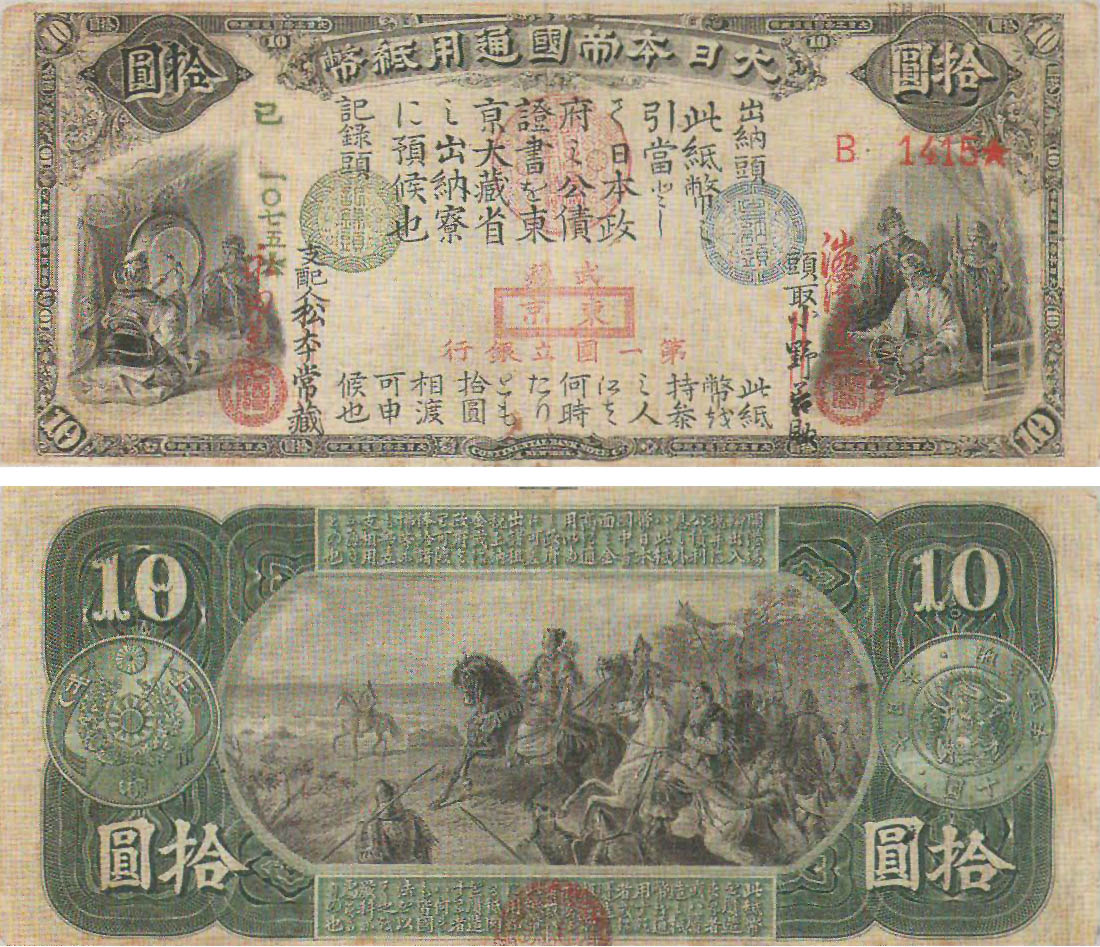
兌換紙幣 十円券（第一国立銀行発行）

- 表面: 雅楽演奏、頭取・支配人の氏名、兌換文言、公債証書引当文言、記番号
- 裏面: 神功皇后征韓、十圓金貨、法貨表示文言、偽造罰則文言
- 印章: 〈表面〉大蔵卿印、出納頭印、記録頭印、頭取印、支配人印　〈裏面〉発行銀行印（割印）
- 銘板: CONTINENTAL BANKNOTE Co. NEW YORK
- 記番号色:赤色（英字記号、アラビア数字）［大蔵省記番号］および 緑色（漢字記号、漢数字）［国立銀行記番号］
- 寸法: 縦80mm、横190mm
- 製造枚数: 181,781枚[13]
- 発行: 1873年（明治6年）8月20日[6]
- 廃止: 1899年（明治32年）12月9日[6][14]

表面に描かれた雅楽の演奏風景は、音楽を奏でて天岩戸を開いたとされる「天岩戸開き」の神話に因んだ図柄である。右側には鞨鼓、笙、横笛の演奏者、左側には釼太鼓と篳篥の演奏者が描かれている。裏面には三韓征伐の説話に因んだ光景として、軍団の先頭に立つ馬上の神功皇后と、その後ろに続く白馬に乗った武内宿禰やその他の武将が描かれている。なお神功皇后は後に発行される改造紙幣、武内宿禰は日本銀行券（日本銀行兌換銀券、日本銀行兌換券含む）でも紙幣肖像の人物として登場している。

#### 五円券
- 題号: 大日本帝國通用紙幣
- 額面: 五圓（5円）

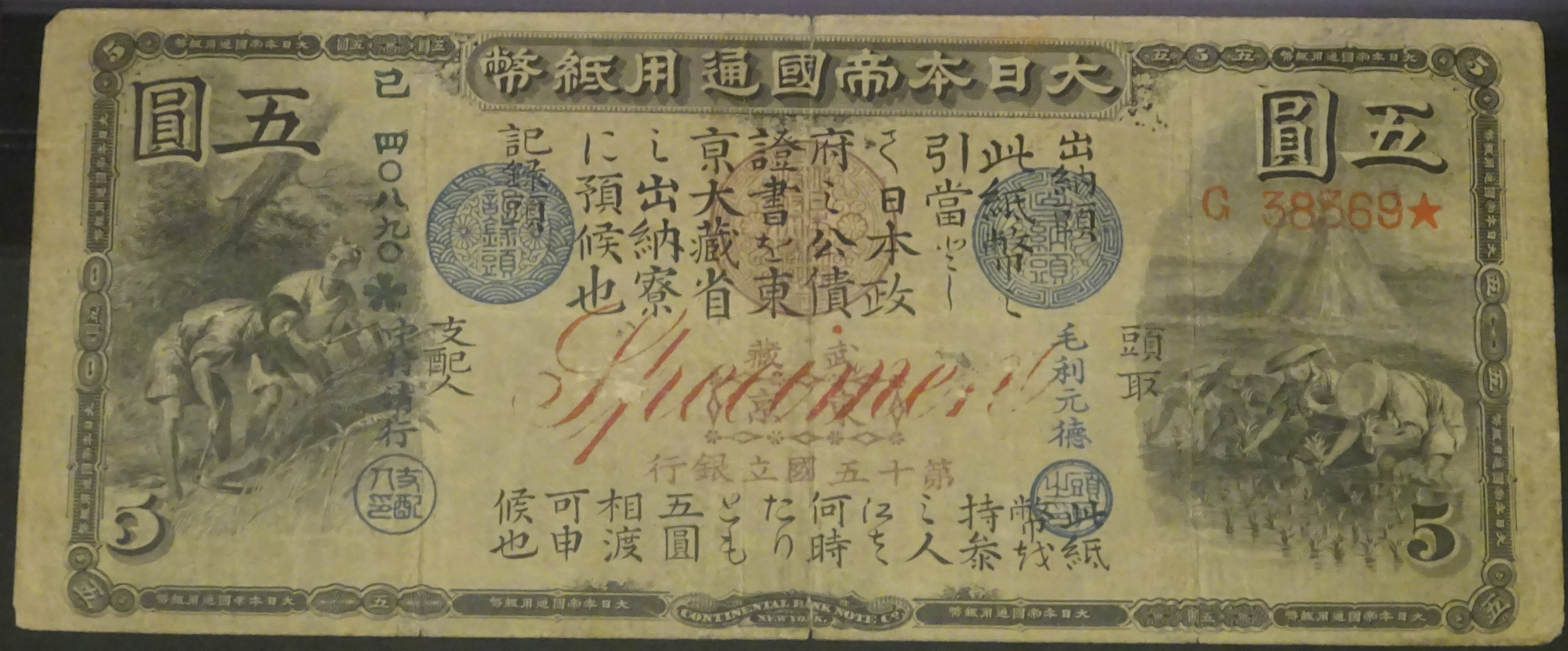
表面：兌換紙幣 五円券（第十五国立銀行発行）

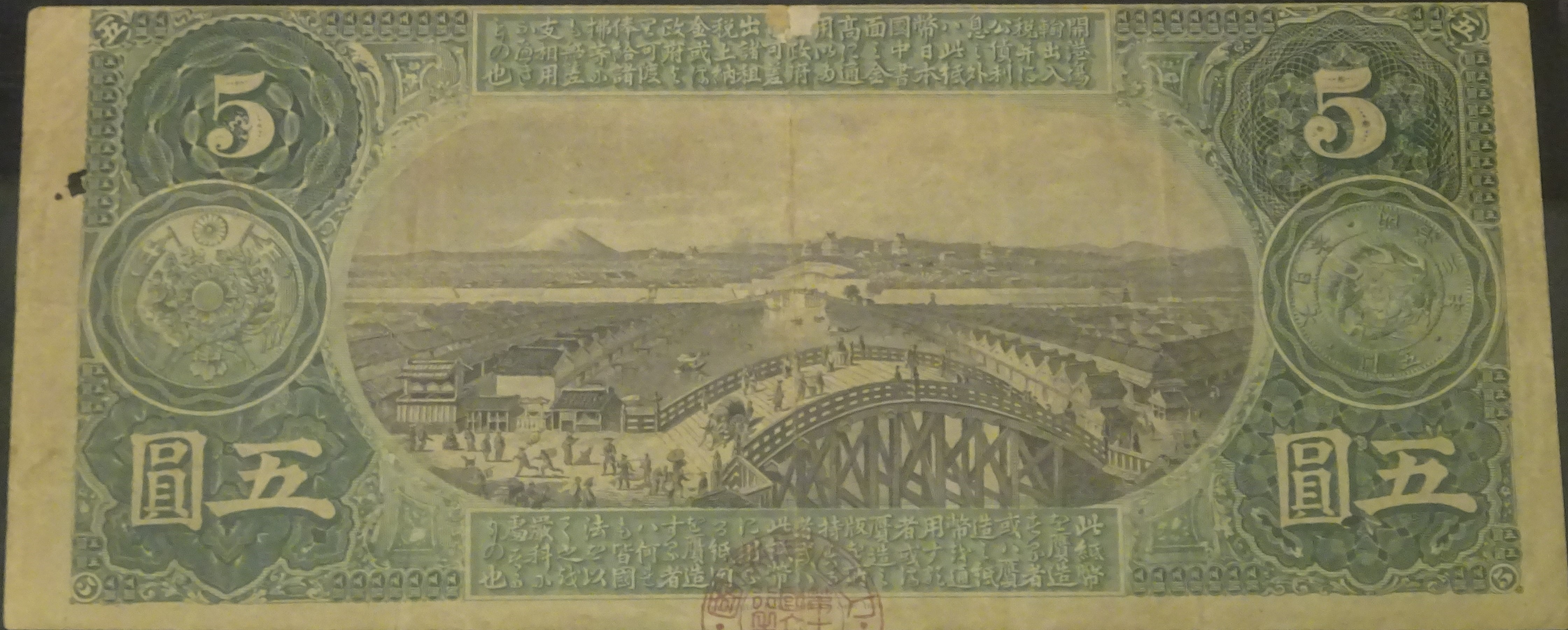
裏面：兌換紙幣 五円券

- 表面: 田植え（右側）、左側に稲刈り（左側）、頭取・支配人の氏名、兌換文言、公債証書引当文言、記番号
- 裏面: 日本橋から見た富士山、五圓金貨、法貨表示文言、偽造罰則文言
- 印章: 〈表面〉大蔵卿印、出納頭印、記録頭印、頭取印、支配人印　〈裏面〉発行銀行印（割印）
- 銘板: CONTINENTAL BANKNOTE Co. NEW YORK
- 記番号色:赤色（英字記号、アラビア数字）［大蔵省記番号］および 緑色（漢字記号、漢数字）［国立銀行記番号］
- 寸法: 縦80mm、横190mm
- 製造枚数: 581,962枚[13]
- 発行: 1873年（明治6年）8月20日[6]
- 廃止: 1899年（明治32年）12月9日[6][14]

表面右側には田植えをしている7人の女性が、左側には2人の農夫が稲刈りをしている様子が描かれている。しかしながら、田植えの風景の背後に積まれた稲束の山が不釣り合いなほど大きく描かれているほか、被っている笠や手にしている苗の形状が不自然となっているなど、実物を見たことがない彫刻者が作成したため違和感のある図柄となっている。裏面には日本橋と周辺の街並み、遠景には江戸城（皇居）の櫓と富士山が、通行人や行き交う舟などと共に描かれている。

#### 二円券
- 題号: 大日本帝國通用紙幣
- 額面: 貳圓（2円）

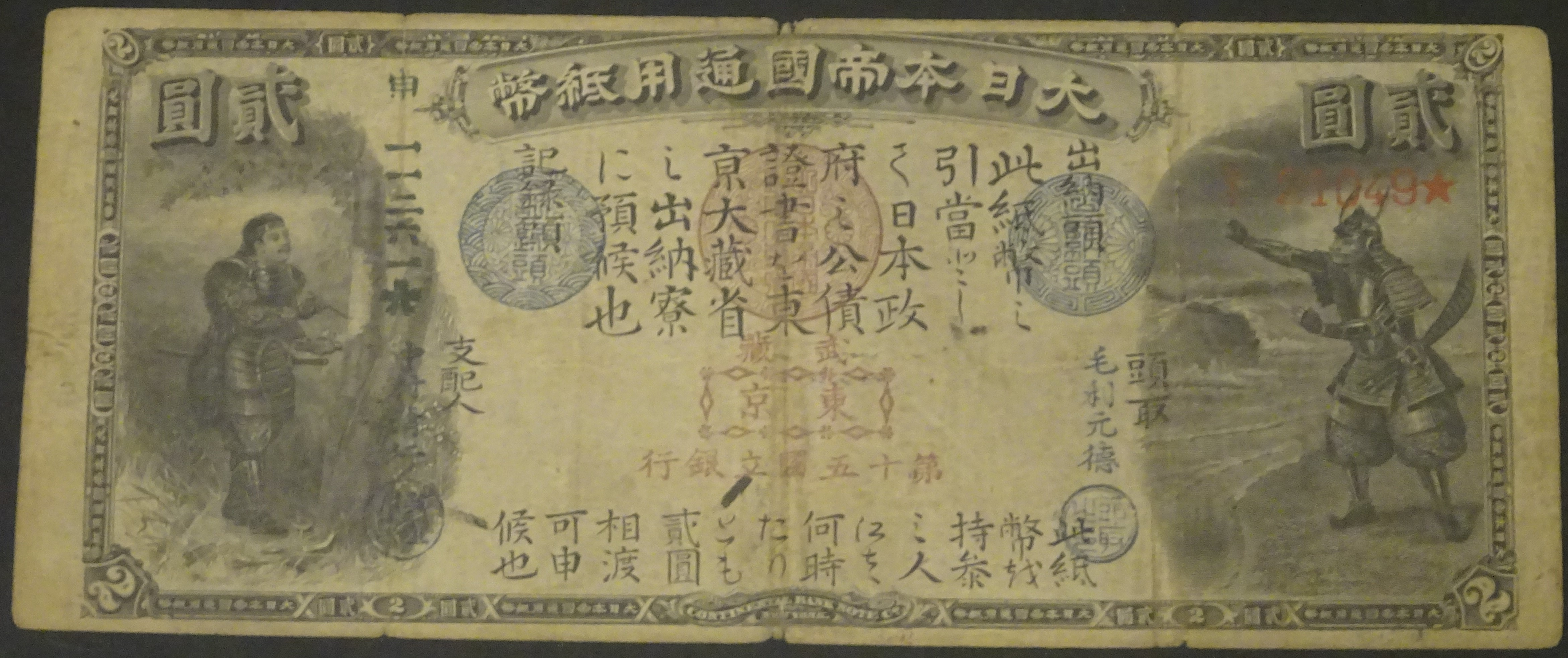
表面：兌換紙幣 二円券（第十五国立銀行発行）

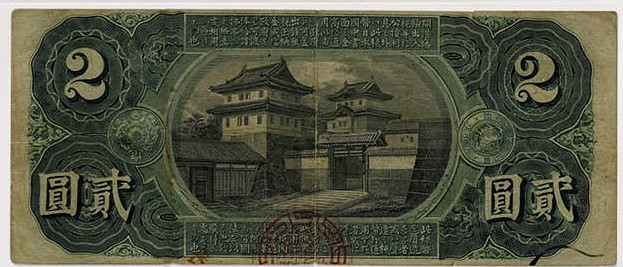
裏面：兌換紙幣 二円券

- 表面: 新田義貞（右側）、左側に児島高徳（左側）、頭取・支配人の氏名、兌換文言、公債証書引当文言、記番号
- 裏面: 皇居（江戸城書院出二重櫓（手前）および御書院二重櫓（奥））、二圓金貨、法貨表示文言、偽造罰則文言
- 印章: 〈表面〉大蔵卿印、出納頭印、記録頭印、頭取印、支配人印　〈裏面〉発行銀行印（割印）
- 銘板: CONTINENTAL BANKNOTE Co. NEW YORK
- 記番号色:赤色（英字記号、アラビア数字）［大蔵省記番号］および 緑色（漢字記号、漢数字）［国立銀行記番号］
- 寸法: 縦80mm、横190mm
- 製造枚数: 1,448,094枚[13]
- 発行: 1873年（明治6年）8月20日[6]
- 廃止: 1899年（明治32年）12月9日[6][14]

表面右側には新田義貞が太刀を海中に投じた直後の光景、左側には児島高徳が桜の幹に詩を刻んでいる光景を描いている。それぞれ、新田義貞が後醍醐天皇の勅命を受けて鎌倉幕府を攻めた際（鎌倉の戦い）、稲村ヶ崎より海中に太刀を投じて海神の怒りを鎮め潮を干かせ、軍勢を進めたという伝承に因んだ図柄と、児島高徳が隠岐に配流される後醍醐天皇の救出を果たせず、代わりに行在所の庭にあった桜の幹に天皇を励ます漢詩を書き残したという故事に因んだ図柄である。ただし、人物の表情がやや日本人離れしているほか、着用している衣装もやや不自然なものとなっている。裏面には皇居となった江戸城本丸の書院出二重櫓および御書院二重櫓が描かれている。これらの櫓は現在の皇居東御苑に存在したが、いずれも老朽化のため明治期に取り壊されたため現存しない。

#### 一円券
- 題号: 大日本帝國通用紙幣
- 額面: 壹圓（1円）

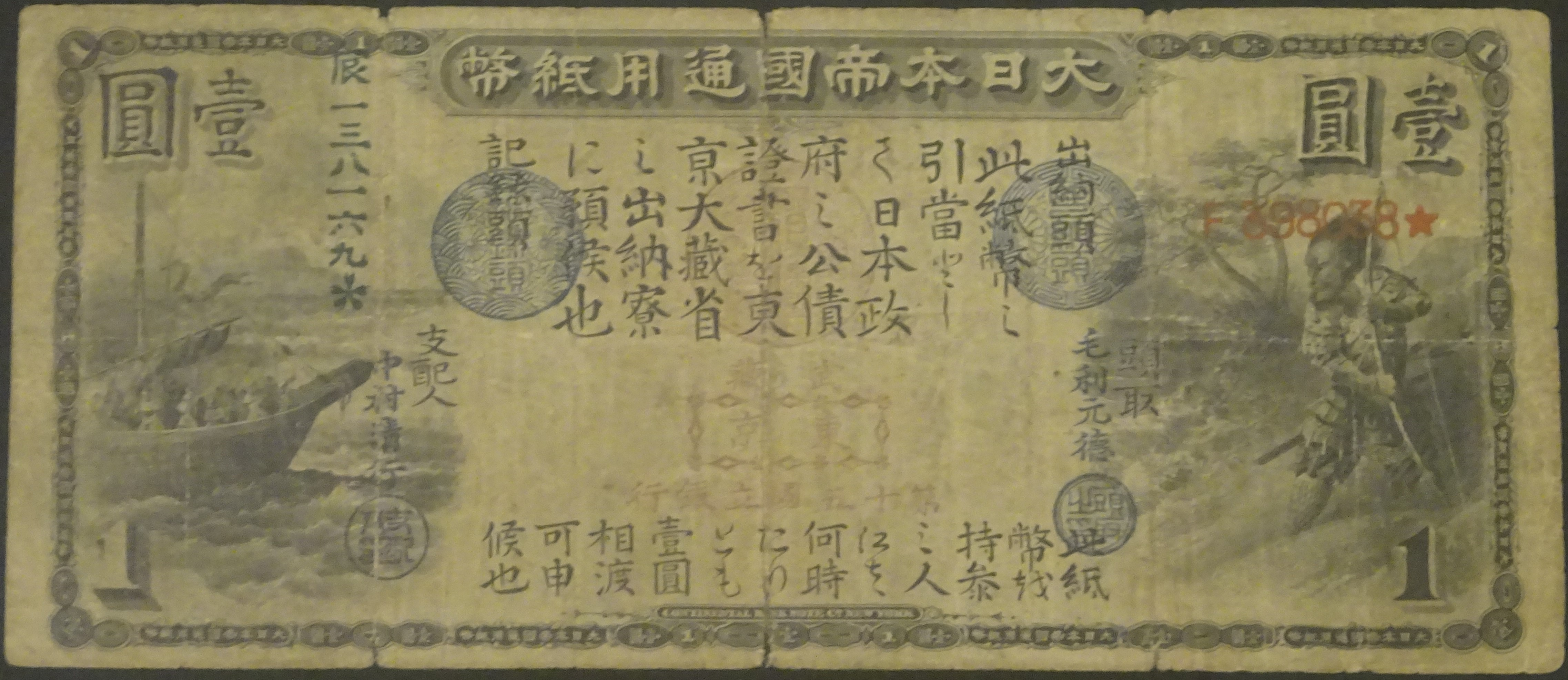
表面：兌換紙幣 一円券（第十五国立銀行発行）

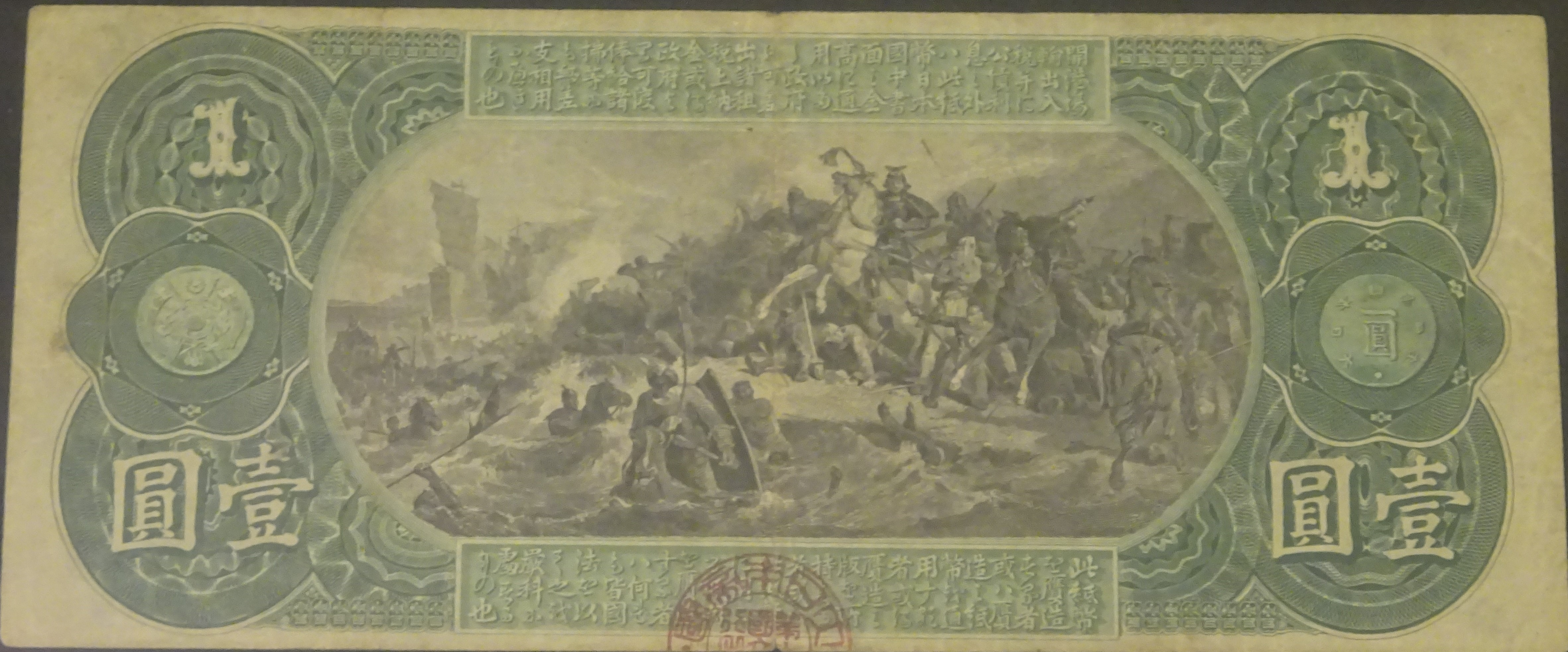
裏面：兌換紙幣 一円券

- 表面: 上毛野田道の蝦夷征討（右側）、兵船（左側）（左右両側の図柄を合わせて源為朝（右側）が工藤茂光の軍船（左側）を迎え撃つ光景とする説もある[23]）、頭取・支配人の氏名、兌換文言、公債証書引当文言、記番号
- 裏面: 元寇撃退（蒙古襲来）、一圓金貨、法貨表示文言、偽造罰則文言
- 印章: 〈表面〉大蔵卿印、出納頭印、記録頭印、頭取印、支配人印　〈裏面〉発行銀行印（割印）
- 銘板: CONTINENTAL BANKNOTE Co. NEW YORK
- 記番号色:赤色（英字記号、アラビア数字）［大蔵省記番号］および 緑色（漢字記号、漢数字）［国立銀行記番号］
- 寸法: 縦80mm、横190mm
- 製造枚数: 4,830,130枚[13]
- 発行: 1873年（明治6年）8月20日[6]
- 廃止: 1899年（明治32年）12月9日[6][14]

表面の図柄については前述の通り2種類の説が存在する。一説は上毛野田道が蝦夷の奇襲攻撃を受ける光景、もう一説は源為朝が工藤茂光の軍船を迎え撃つ光景とされる。なお海岸で大型の弓を構える上毛野田道（または源為朝）の表面右側の図柄については、胴体と比べて頭部が異常に大きく描かれており人物像としては異様な意匠となっている。裏面は元寇の役の戦闘風景が描かれている。

### 不換紙幣
下記の通り、五円券と一円券の2種類の券種が製造発行された。題号はいずれの券種も「大日本帝國國立銀行」である。
紙幣寮を紙幣局と改め、洋式印刷で国内製造を始めた。日本国内でデザインや彫刻も含め一から製造された初の近代的な紙幣である。お雇い外国人として日本の紙幣製造の技術指導に当たったイタリア人のエドアルド・キヨッソーネが彫刻を手掛けた初の紙幣でもある。
紙幣発行高の増大や損傷紙幣の交換によりアメリカで製造された兌換紙幣（旧券）の在庫が残り少なくなったことによるものであるが、旧来の兌換紙幣は紙質が弱いため損傷し易く、加えて全券種同じ寸法であり彩色も全券種同様であったために、券種の混同や小額券を高額券に改竄した変造券が発生するなどの問題が発生していたため様式を改めて製造することとなった。
殖産興業および富国強兵を主題として、下記の五円券・一円券で採用された題材の他に農業を題材とした図案が検討されていたが、2種類の券種しか発行されなかったためこちらは発行されなかった。五円券・一円券以外の券種が製造されなかったのは、発行開始の予定が控えていた改造紙幣の製造準備に追われており紙幣製造現場の余力がなかったためである。
支払文言として「此紙幣を持参の人にハ表面の金員通貨を以て交換すべし」、公債証書引当文言として「此紙幣の引當として日本政府の公債證書を大藏省出納局に預り候也」、条例改正・製造決議文言として「明治九年八月一日條例改正　明治十年四月十三日（五円券は「四月三日」）製造決議」、偽造罰則文言として「此紙幣ヲ贋造シ或ハ贋造ト知テ通用スル者ハ國法ニ處スベシ」といった文言が券面に記載されている。前述の兌換紙幣と異なり法貨表示文言は記載されていない。紙幣券面中央の「五圓」「壹圓」の額面金額の文字の上に「價」の文字が小さく表記されている。
記録局長および発行銀行の割印が印刷されている。これについては、製造時に原符と呼ばれる発行控えが紙幣右側についており、当時の運用としては、発行時にこれを切り離して発行の上、紙幣の回収時に記録局長および発行銀行の割印を照合していた。改造紙幣の記録局長の割印および日本銀行兌換銀券の旧券（大黒札）の文書局長の割印についても同様の運用がなされていた。
記番号については、兌換紙幣と異なり不換紙幣は漢数字による記番号（記号のみに大字採用）の1種類となっている。
全券種とも透かしは入っていない。紙幣用紙は雁皮が主原料で、三椏も混合されている。

#### 五円券
- 題号: 大日本帝國國立銀行
- 額面: 價五圓（5円）

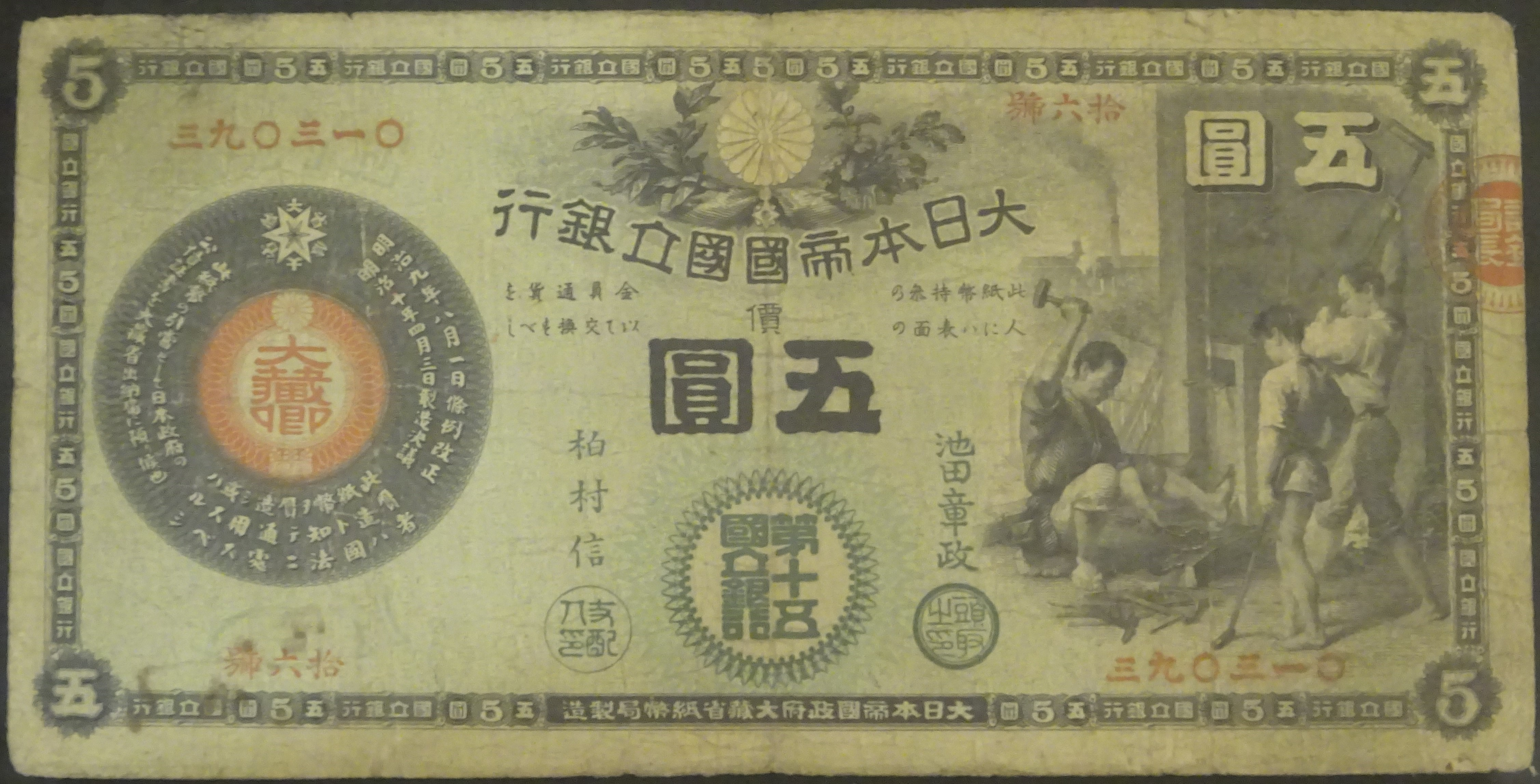
表面：不換紙幣 五円券（第十五国立銀行発行）

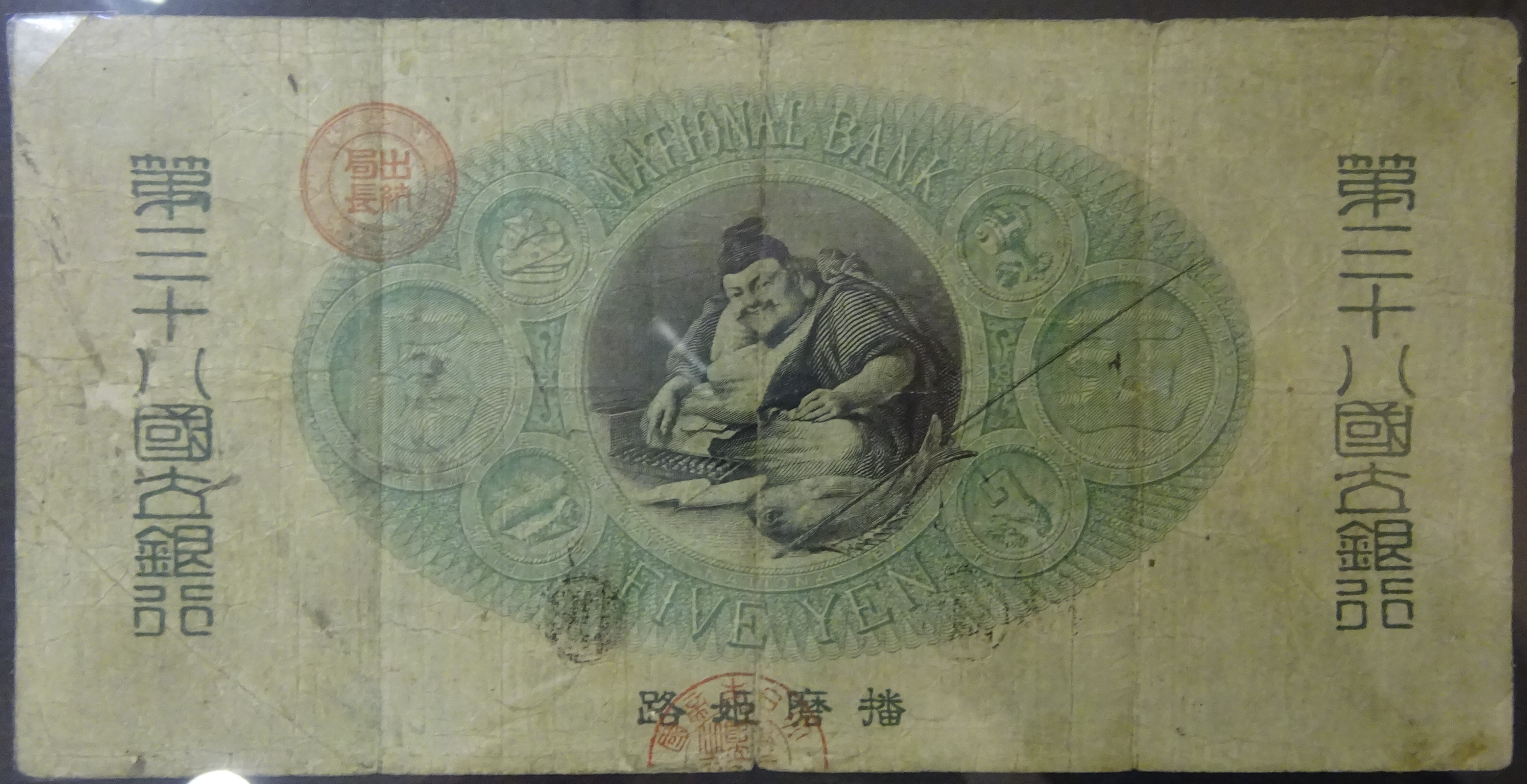
裏面：不換紙幣 五円券（第三十八国立銀行発行）

- 表面: 鍛冶屋および遠景に紙幣局の煙突・鳳凰像、菊花紋章、頭取・支配人の氏名、支払文言、偽造罰則文言、条例改正・製造決議文言、公債証書引当文言、記番号
- 裏面: 恵比寿神、釣り竿、鯛、算盤、帳簿、小槌、鍵、巻物、大判小判
- 印章: 〈表面〉大蔵卿印、記録局長印（割印）、頭取印、支配人印　〈裏面〉出納局長印、発行銀行印（割印）
- 銘板: 大日本帝國政府大藏省紙幣局製造
- 記番号色: 赤色（記号）および 緑色（番号）
- 寸法: 縦89mm、横174mm
- 製造枚数: 2,805,418枚[13]
- 発行: 1878年（明治11年）7月2日[6]
- 廃止: 1899年（明治32年）12月9日[6][14]

通称は「かじや5円」である。槌（ハンマー）で鉄塊を打つ職人、槌や火箸などの道具を手に蹄鉄を加工する鍛冶屋の親方、傍らに立つ助手の3人からなる鍛冶屋の作業風景と、遠景には1876年（明治9年）10月に完成した紙幣局工場の煙突、および鳳凰像を戴いた煉瓦造の紙幣局本館「朝陽閣」が描かれている。表面中央の菊花紋章の周囲には右側に桂、左側に樫、下側に勲章の菊花章があしらわれている。裏面の恵比寿神の肖像は、当時の紙幣局の職員をモデルとしてデザインしたものとされる。恵比寿神の周囲には、恵比寿神のシンボルである釣り竿と鯛のほか、商売に関連した算盤、帳簿と、恵比寿神に因んだ図柄として打出の小槌、鍵、巻物、大判小判などがあしらわれている。
使用色数は、表面は5 - 6色（内訳は凹版印刷による主模様1色、地模様1色、印章・記番号・発行元銀行名2色、頭取・支配人の記名捺印1 - 2色（印章・記番号等で同色のものもあるが別版のため別色扱い））、裏面は4色（内訳は凹版印刷による主模様1色、地模様1色、印章1色、発行元銀行名・所在地名1色）となっているが、頭取・支配人の記名捺印については発行元により彩色の相違が見受けられる。

#### 一円券
- 題号: 大日本帝國國立銀行
- 額面: 價壹圓（1円）

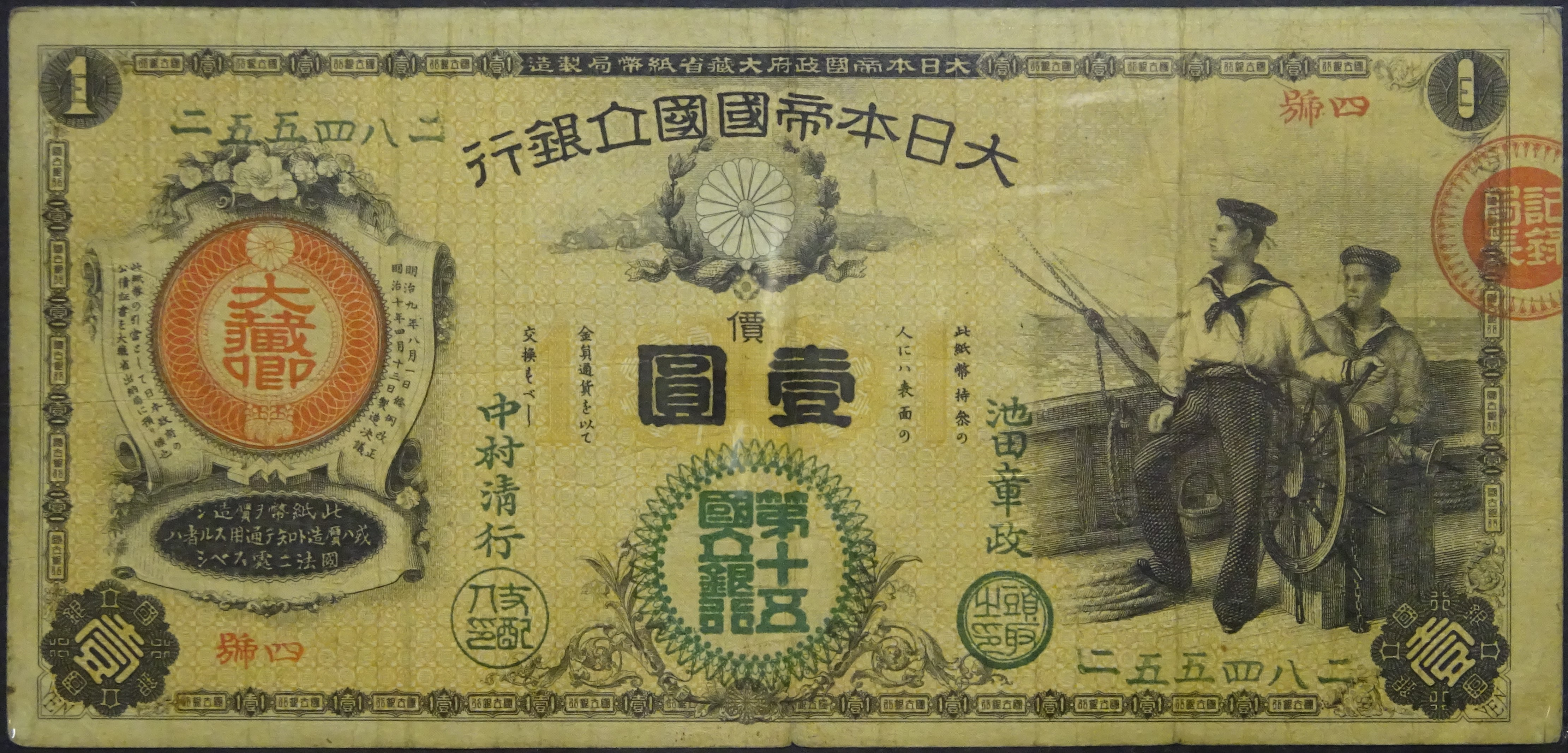
表面：不換紙幣 一円券（第十五国立銀行発行）

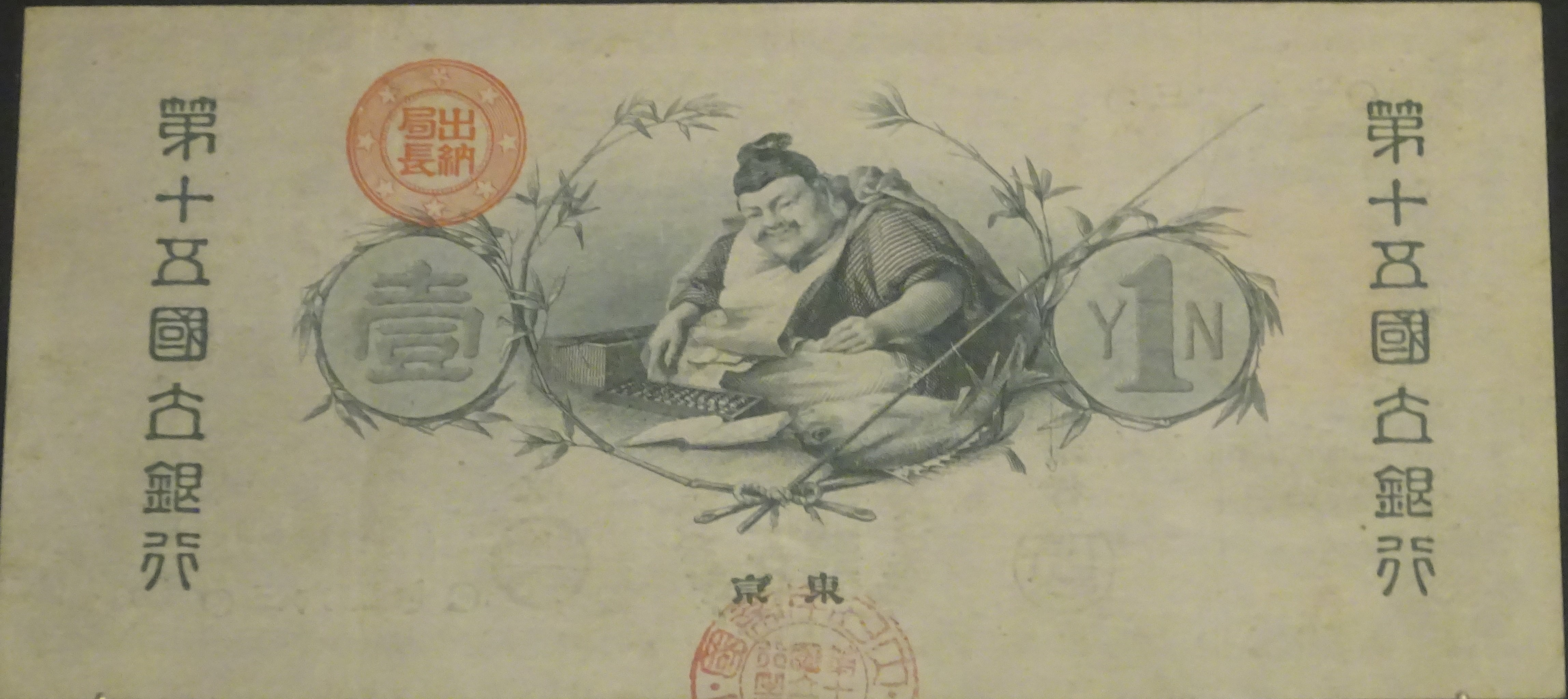
裏面：不換紙幣 一円券（第十五国立銀行発行）

- 表面: 水兵二名および遠景に灯台、菊花紋章、頭取・支配人の氏名、支払文言、偽造罰則文言、条例改正・製造決議文言、公債証書引当文言、記番号
- 裏面: 恵比寿神、笹、釣り竿、鯛、算盤、帳簿
- 印章: 〈表面〉大蔵卿印、記録局長印（割印）、頭取印、支配人印　〈裏面〉出納局長印、発行銀行印（割印）
- 銘板: 大日本帝國政府大藏省紙幣局製造
- 記番号色: 赤色
- 寸法: 縦74mm、横156mm
- 製造枚数: 7,165,145枚[13]
- 発行: 1877年（明治10年）12月28日[6]
- 廃止: 1899年（明治32年）12月9日[6][14]

通称は「水兵1円」である。舵輪を操舵する2人の水兵と、遠景には航行する船舶、灯台、倉庫や貨物など埠頭の風景が描かれている。このうち、灯台は神奈川県の三浦半島観音崎にある観音埼灯台とされる。表面中央の菊花紋章の周囲には右側に桂、左側に樫、下側に勲章の菊花章があしらわれている。裏面の恵比寿神の肖像は、当時の紙幣局の職員をモデルとしてデザインしたものとされる。恵比寿神の周囲には笹の葉が円形状に配置され、恵比寿神のシンボルである釣り竿と鯛のほか、商売に関連した図柄として算盤、帳簿などがあしらわれている。
使用色数は、表面は5 - 6色（内訳は凹版印刷による主模様1色、地模様1色、印章・記番号・発行元銀行名2色、頭取・支配人の記名捺印1 - 2色（印章・記番号等で同色のものもあるが別版のため別色扱い））、裏面は3色（内訳は凹版印刷による主模様1色、印章1色、発行元銀行名・所在地名1色）となっているが、頭取・支配人の記名捺印については発行元により色数の相違が見受けられる。

## 廃止
日本銀行の設立により1885年（明治18年）から日本銀行券（日本銀行兌換銀券）が発行開始されたことを受け、西南戦争等を発端としたインフレーション沈静化を目的とした紙幣整理の政策の一環として1896年（明治29年）3月9日に公布された「国立銀行紙幣の通用及引換期限に関する法律」に基づき、1899年（明治32年）12月9日をもって国立銀行紙幣の法的通用が禁止され廃止となった。なお、同年末には政府紙幣である明治通宝及び改造紙幣も通用停止となっており、これらにより日本国内で流通する紙幣は日本銀行券へ一元化された。

### 関連法令
- 『国立銀行紙幣の通用及引換期限に関する法律』、官報。1896年（明治29年） - 通用期限を1899年（明治32年）12月9日、旧紙幣交換期限を通用期限の翌日から5年間とした。
- 『大蔵省告示』、官報。1898年（明治31年）。- 京都第111国立銀行に関する件。
- 『大蔵省告示』、官報。1898年（明治31年）。- 大阪第126国立銀行等に関し旧紙幣交換期限を1899年（明治32年）12月31日とした。

## 変遷
- 1873年（明治6年）8月20日：兌換紙幣 二十円券・十円券・五円券・二円券・一円券発行開始[6]。
- 1877年（明治10年）12月28日：不換紙幣 一円券発行開始[6]。
- 1878年（明治11年）7月2日：不換紙幣 五円券発行開始[6]。
- 1883年（明治16年）5月5日：国立銀行紙幣新規発行停止[32]。
- 1899年（明治32年）12月9日：「国立銀行紙幣ノ通用及引換期限ニ関スル法律」により紙幣整理が実施され国立銀行紙幣全券種失効[6][14]。

後継は1885年（明治18年）5月9日から翌1886年（明治19年）にかけて発行開始された日本銀行兌換銀券（旧十円券、旧五円券、旧一円券）である。ただし日本銀行兌換銀券では二十円券および二円券は発行されなかった。
この他に、発行開始当初から明治通宝、1881年（明治14年）2月以降は改造紙幣が並行して通用していた。

## 備考
現存数が少ないため、現代の古銭市場では全体的に数万円～数十万円以上の高値で取引され、特に兌換紙幣の十円券と二十円券は現存数が非常に少なく数百万円～数千万円のオーダーで取引されている。